# John Snow

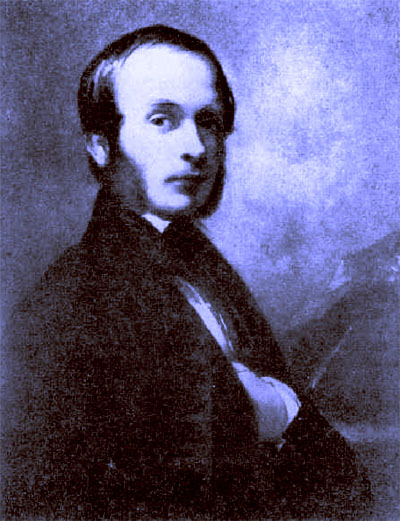
John Snow in 1857

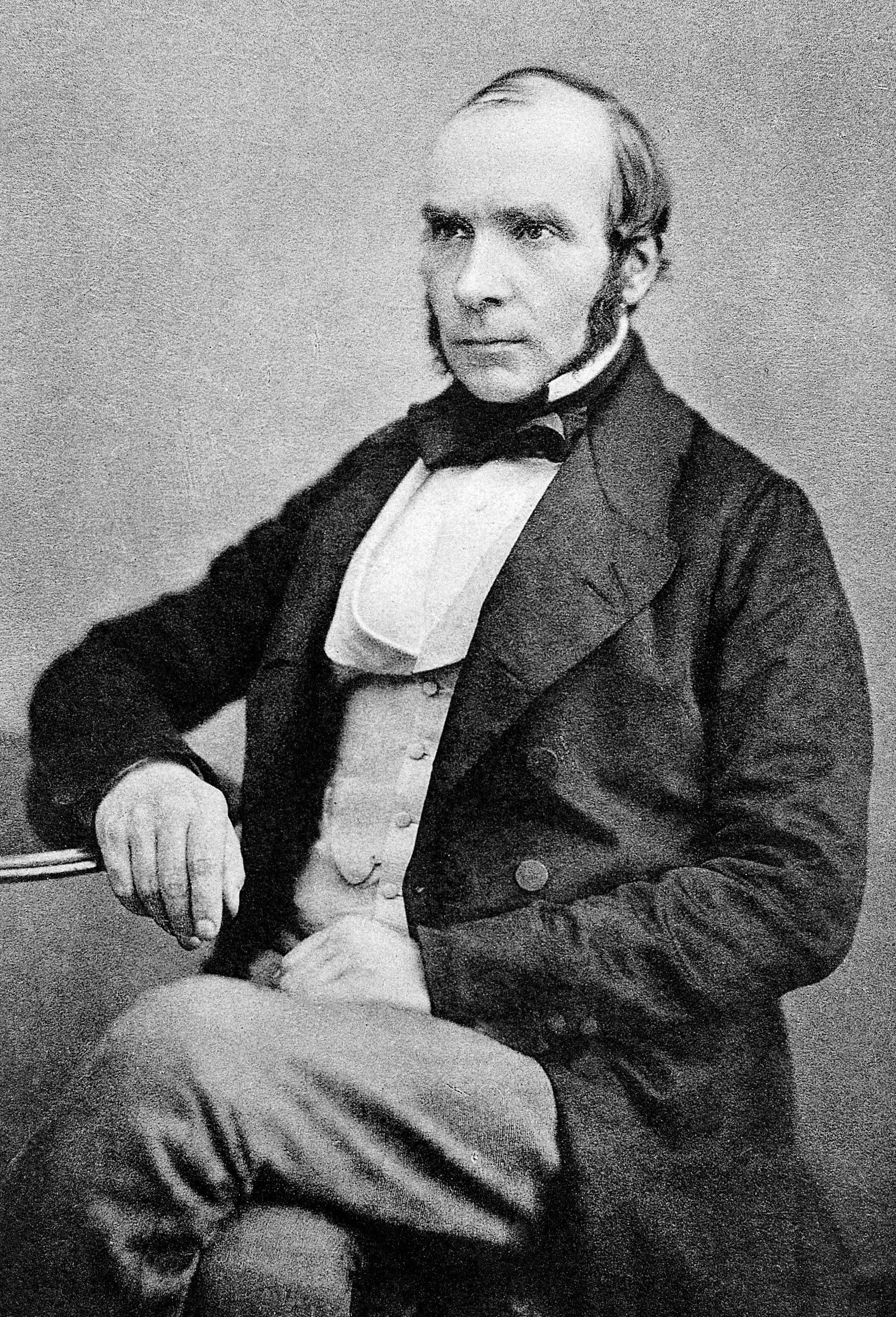
John Snow

Londen in 1854 - aantal gevallen van cholera

John Snow (York, 15 maart 1813 - Londen, 16 juni 1858) was een Brits wetenschapper. Hij was de grondlegger van de huidige wetenschappen van de epidemiologie en de volksgezondheid. Snow ontdekte dat de cholera-epidemie van 1854 in Londen  werd veroorzaakt door besmet water uit de waterpomp op Broadstreet.
De door Snow gehanteerde technieken worden in de huidige epidemiologische studies nog steeds toegepast.

## Jeugd en opleiding
Snow was de oudste van de negen kinderen van William en Frances Snow, die in de North Street woonden. De buurt waarin hij woonde was een van de armste van de stad. Er was altijd overstromingsgevaar omdat de rivier de Ouse dichtbij was. Zijn vader werkte bij het plaatselijke steenkooldepot. Die werd voortdurend bevoorraad vanuit de steenkoolvelden van Yorkshire door binnenvaartschepen op de Ouse. Snow werd Anglicaans gedoopt in de Allerheiligenkerk (Church of All Saints) in de North Street.
Hij studeerde in York tot hij op zijn veertiende in Newcastle-on-Tyne bij de chirurg William Hardcastle in de leer ging. Later ging Snow als chirurg voor mijnwerkers werken. In oktober 1836 schreef hij zich in als student bij de Hunterianschool voor Medicijnen in de Great Windmill Street in Londen. Een jaar later ging hij in het Westminsterziekenhuis werken. Hij werd op 2 mei 1838 als lid toegelaten tot het Koninklijk College van chirurgen van Engeland (Royal College of Surgeons of England). Hij studeerde af aan de Universiteit van Londen in december 1844 en werd toegelaten tot het Koninklijk College van geneeskundigen in 1850.

## Anesthesie
Snow was een van de eerste geneeskundigen die het gebruik bestudeerde, en de doses berekende, van ether en chloroform voor gebruik in de chirurgie (anesthesie). In 1847 publiceerde Snow een artikel over ether met de titel Over het inademen van etherdamp (On the Inhalation of the Vapor of Ether). Een meer uitgebreid werk werd postuum gepubliceerd in 1858. Dat heette Over chloroform en andere verdovingsmiddelen, en hun werking en toediening (On Chloroform and Other Anesthetics, and Their Action and Administration)

## Cholera
Snow veronderstelde dat iemand cholera krijgt door water dat besmet is door afval van andere cholerapatiënten. Hij stond sceptisch tegenover de miasmatheorie, die in zijn tijd gangbaar was. De infectietheorie was nog niet beschreven. Daarom wist hij niet waardoor de ziekte werd overgebracht. Toch waren er bewijzen die hem ervan overtuigden dat het inademen van slechte lucht niet de oorzaak was. Hij publiceerde zijn theorie voor het eerst in de verhandeling Over hoe cholera wordt overgebracht (On the Mode of Communication of Cholera) in 1849. In 1855 werd de tweede versie uitgegeven. Daarin staat een gedetailleerd onderzoek naar de invloed van de watervoorziening op de epidemie in Soho (in Londen) die in 1854 plaatsvond.
Hij sprak met hulp van dominee Henry Whitehead met de plaatselijke bevolking en ontdekte waar de epidemie in het Londense Soho vandaan kwam: de openbare waterpomp in de Broad Street (nu de Broadwick Street). Er werd een monster van het water genomen. Snow deed een chemisch en een microscopisch onderzoek, maar was niet in staat om afdoende te bewijzen dat het water gevaarlijk was. Maar zijn onderzoek naar het verspreidingspatroon van de ziekte was voor de plaatselijke gemeenteraad overtuigend genoeg om in actie te komen. Ze schakelden de waterpomp uit door de zwengel eraf te halen. Dat wordt vaak het einde van de epidemie genoemd, maar misschien was die op dat moment al snel aan het afnemen, zoals Snow zelf uitlegt:

Er is geen twijfel mogelijk dat het sterftecijfer was afgenomen, zoals ik al eerder heb gezegd, door de vlucht der bevolking die vlak na het uitbreken van de ziekte begon, maar het aantal ziekte-aanvallen was zo ver afgenomen voor het gebruik van het water was stopgezet, dat het niet mogelijk is om te bepalen of er nog choleragif in actieve staat in de bron aanwezig was of dat het er, om een of andere reden, niet meer in zat.

Later gebruikte Snow een kaart met stippen om te laten zien dat er in de buurt van de pomp veel choleragevallen voorkwamen. Hij maakte ook vakbekwaam gebruik van statistische methoden om te laten zien wat het verband is tussen de kwaliteit van bronwater en cholera. Bepaalde bedrijven haalden besmet water uit de Theems op plaatsen waar rioolwater stroomde. Snow toonde aan dat er meer cholera voorkwam in huizen waaraan dat water werd geleverd.
Snow schreef een brief aan de redacteur van de Medical Times and Gazette. Over Broad Street schreef hij:

Toen ik daar aankwam ontdekte ik dat bijna alle sterfgevallen dicht bij de pomp hadden plaatsgevonden. In huizen die overduidelijk dichter bij een andere straatpomp stonden waren maar tien doden. In vijf van die gevallen vertelden de familieleden mij dat de overledenen altijd water bij de Broad-Streetpomp hadden laten halen, omdat ze dat liever hadden dan water van pompen die dichterbij stonden. In drie andere gevallen waren het kinderen die overleden waren. Ze hadden vlak bij de pomp van Broad Street op school gezeten...
Wat de sterfgevallen betreft die plaatsvonden in de omgeving van de pomp, er waren 61 gevallen waarover mij is verteld dat de overledenen gewend waren om - altijd of zo nu en dan - water uit de pomp van Broad Street te drinken...
Het resultaat van het onderzoek is dat daar, in dat deel van Londen, geen specifieke uitbraak of verspreiding van cholera is geweest, behalve bij mensen die gewend waren water uit de hierboven genoemde pomp te drinken...
Op de zevende (7 september) had ik 's avonds een gesprek met de Board of Guardians [een soort gemeenteraad voor armen] van de St-Jamesparochie. Ik heb de situatie aan hen voorgelegd. Naar aanleiding van wat ik heb gezegd werd de volgende dag de zwengel van de pomp gehaald.

Het onderzoek van Snow was een belangrijke mijlpaal in de geschiedenis van de volksgezondheid. Het kan beschouwd worden als het moment waarop de wetenschap epidemiologie ontstond.
Later werd ontdekt dat de openbare bron per ongeluk op nog geen meter afstand van een oude beerput was gegraven, waaruit toen nog niet zo lang fecale bacteriën lekten. De luiers van een baby, die door een andere reden cholera had gekregen, waren bij deze beerput gewassen. De opening van de put bevond zich toen onder een huis dat naast de pomp stond. Dat huis brandde af, maar werd niet op dezelfde plaats herbouwd, maar een stuk verderop, omdat de straat van de gemeente verbreed moest worden. In die tijd was het gebruikelijk om thuis een beerput te hebben. Veel gezinnen probeerden hun rioolafval te verzamelen en in de Theems te gooien om te voorkomen dat hun beerput vol raakte voordat het afval in compost kon worden omgezet.

## Persoonlijk leven
John Snow was een vurig geheelonthouder. Heel zijn leven als volwassene was hij een aanhanger van het drinken van water dat gezuiverd is door het te koken.
Snow overleed in 1858. Hij was ongetrouwd. Hij werd op de begraafplaats Brompton Cemetery begraven.
Een poll uit 2003, ingevuld door Britse artsen, noemde Snow de grootste medicus aller tijden.

## Monumenten
Een plaquette in de Broad Street (nu Broadwick Street), op de plaats waar vroeger de waterpomp stond, herinnert aan Snow en zijn onderzoek in 1854. De plaats waar de oude pomp heeft gestaan is met rood graniet bedekt. Er staat een waterpomp zonder zwengel.
In York kreeg Snow een "blauwe" plaquette aan de westkant van Park Inn, een hotel in de North Street.
Het John Snow College, dat in 2001 op de Queen's Campus van de universiteit van Durham werd gesticht, is naar hem genoemd. Die universiteit staat in Stockton-on-Tees.
Aan de Wageningen Universiteit in Nederland is het universiteitsgebouw "John Snowhuis" naar hem genoemd. Hierin worden tegenwoordig buitenlandse studenten gehuisvest.